# Baltijas Balss
bb.lv («Baltijas Balss», «Голос Балтии») — новостной портал на русском и латышском языках. Редакция расположена в Риге, Латвия.
По данным Gemius Audience в 2021 году число пользователей портала составило 9 865 518, число визитов на портал — 35 631 957, число просмотров страниц — 80 890 016. С учётом того, что в Латвии проживает 1,9 млн человек, на каждого латвийца получается по 42—43 прочитанных статей. В марте 2022 года ежемесячная аудитория bb.lv достигла 322 000 человек, что позволило подняться на 12 место в рейтинге среди веб-сайтов Латвии.
Портал имеет собственных и специальных корреспондентов в ЕС, США, Украине и РФ. Собкор портала bb.lv в США оказался единственным журналистом Латвии, который аккредитован в Государственном департаменте США.

## История
Портал bb.lv был основан в 1990-х годах на базе первой деловой газеты в странах Балтии — «Бизнес&Балтия».
В феврале 2019 года его купил неназванный инвестор из Литвы. В это же время в связи с реорганизацией ряда СМИ и переходом от деловой направленности к общественно-политической был проведен ребрендинг портала «Бизнес&Балтия». В настоящее время он называется «Baltijas Balss».
В августе 2020 года Совет Фонда интеграции латвийского общества (SIF) принял решение лишить портал BB.lv государственного гранта, который был присвоен ранее в рамках поддержки СМИ на время кризиса, связанного с Covid-19. Основанием для данного решения послужили заключения служб безопасности Латвии о том, что портал BB.lv распространяют дезинформацию, в том числе о Covid-19. Однако весной 2022 года компания «Media nams Vesti» (Vesti), владеющая порталом BB.lv, смогла выиграть судебный процесс против SIF. Административный краевой суд признал, что сайт BB.lv лишили господдержки без достаточных оснований.
С 24 февраля 2022 года согласно постановлению Генпрокуратуры РФ за номером 27-31-2020/Ид2145-22 на территории Российской Федерации против портала bb.lv введены ограничения.